# 孫隆基
孫隆基（1945年—），台灣歷史學者，專長是美國史、俄國史、中西文化比較、世界史。精通英文、俄文等。其祖籍是中國大陸浙江，出生於重慶，畢業於國立台灣大學歷史學系、研究所，先後獲明尼蘇達大學及史丹福大學之歷史學碩士及博士學位；曾任教於坎薩斯大學、聖路易市華盛頓大學、田納西州孟菲斯大學和加拿大阿爾伯塔大學，現為國立中正大學歷史學系兼任教授。
其影響最大的一部著作是《中國文化的深層結構》該書採結構主義角度分析中國文化。簡言之，它從中國文化符號中的「心」「身」的互動方式，論述中國的個體是「身」，他的「心」必須在其他的「身」上完成，所謂「由吾之身、及人之身」，這是與西方的個體之精神性迥異的構造，換而言之，中國人的精神生活乃橫向的，主要導向社會與人際關係，而西方人的精神生活是垂直的、多含超越社群的因素。書中並認為中國的國家與社會之間亦此「心」「身」互動之演繹。

## 著作
- 《歷史的鳥瞰》，臺北市：大西洋圖書公司，1970年
- 《中國文化的深層結構》，香港：壹山出版社，1983年；香港：集賢社，1985年 ISBN 962-7104-10-8；臺北縣中和市：古楓出版，1986年；台北市：唐山，1990年；桂林市：广西师范大学出版社，2004年 ISBN 7-5633-4494-2；香港：花千樹出版有限公司，2005年 ISBN 978-962-8884-24-7
- 《未斷奶的民族》，臺北市：巨流，1995年 ISBN 957-732-049-X
- Sun, Lung-Kee. . Armonk, N.Y.: M.E. Sharpe. 2001. ISBN 9780765608277.
- 《歷史學家的經線：歷史心理文集》，桂林市：广西师范大学出版社，2004年 ISBN 7-5633-4515-9
- 《殺母的文化：二十世紀美國大眾心態史》，台北市：國立臺灣大學出版中心出版社，2010年 ISBN 9789860213997
- 《新世界史第一卷》，北京：中信出版社，2015年 ISBN 978-7-5086-4117-1；台北市：遠景出版，2016年 ISBN 9789573909897
- 《新世界史第二卷》，北京：中信出版社，2017年 ISBN 978-7-5086-6488-0

### 翻譯
- 尼微遜等原著，《儒家思想的實踐》，台北市：台灣商務，1980年

### 相關介紹
- 《殺母的文化》作者孫隆基專訪（页面存档备份，存于）
- 孫隆基的歷史大觀園（页面存档备份，存于）
- 孫隆基Sun, Lung-kee - 國家圖書館期刊文獻資訊網中文期刊 （页面存档备份，存于）